# Santa Cristina de Valmadrigal (kommun)
Santa Cristina de Valmadrigal är en kommun i Spanien.   Den ligger i provinsen Provincia de León och regionen Kastilien och Leon, i den norra delen av landet, 250 km nordväst om huvudstaden Madrid. Antalet invånare är 308. Arean är 40 kvadratkilometer. Santa Cristina de Valmadrigal gränsar till Villamoratiel de las Matas, El Burgo Ranero, Vallecillo, Castrotierra de Valmadrigal, Valverde-Enrique, Matadeón de los Oteros och Santas Martas. 
Terrängen i Santa Cristina de Valmadrigal är platt.